# Ерли (Арканзас)
Ерли (енгл. Earle) град је у америчкој савезној држави Арканзас.

## Демографија
По попису из 2010. године број становника је 2.414, што је 622 (-20,5%) становника мање него 2000. године.
| Група             | 2000.         | 2010.         |
| Белци             | 708 (23,3%)   | 396 (16,4%)   |
| Афроамериканци    | 2.284 (75,2%) | 1.980 (82,0%) |
| Азијати           | 13 (0,4%)     | 9 (0,4%)      |
| Хиспаноамериканци | 16 (0,5%)     | 16 (0,7%)     |
| Укупно            | 3.036         | 2.414         |